# Придурки
«Придурки» («Les Truffes») — французька кінокомедія 1995 року, знята режисером Бернаром Ноером, з Жаном Рено у головній ролі.

## Сюжет
Патрік, боксер, якому не щастить у житті, терпіти не може, коли його будять вранці після нічних розваг. Неважливо, хто це — воротар, сусід чи настирливий судовий виконавець, який намагається вигнати його з квартири, — всі вони дратують його однаково. Одного разу в барі Патрік знайомиться з дрібним злодюжкою на ім'я Натаніель і відразу відчуває з ним родинний зв'язок. Два невдахи вирішують вирушити на пошуки пригод, і незабаром на них чекає безліч несподіваних і часто неприємних ситуацій.

## У ролях
- Жан Рено: Патрік
- Крістіан Шарметан: Натаніель
- Ізабель Кандельє: Югетта
- Дідьє Бенбюро: водій «Пежо»
- Жан-Франсуа Дерек: М. Полк
- Венсан Гурі: малий Патрік
- Арсен Жироян: Маріус
- Ерве П'єр: власник павільйону
- Жозіан Пінсон: молода жінка в павільйоні
- Ян Рульє: портьє в готелі
- Аньєс Віаллетон: Розмонда
- Анн Руссель: Клер
- Жан-Поль Руссільйон: винороб
- Марк Дюдікур: мсьє Мартінес
- Філіпп Деесден: судовий виконавець
- Джулія Соу: Маїте
- Софі Ле Телльє: Регіна

## Знімальна група
- Режисер: Бернар Ноер
- Сценарій: Бернар Ноер, Філіпп де Шоврон
- Продюсер: Клод Бессон
- Оператор: Вінсент Жаннот
- Композитор: Бенжамін Раффаеллі, Каміль Рустам
- Художник: Ден Вейл, Жюльєт Шано
- Монтаж: Олів'є Морель